# Lindita
Lindita är ett kvinnonamn av albanskan lind ’födas’ och ditë ’dag.’
78 kvinnor har Lindita som tilltalsnamn i Sverige (enligt en sökning år 2018).